# Pilsen (Wisconsin)
Pilsen es un pueblo ubicado en el condado de Bayfield en el estado estadounidense de Wisconsin. En el Censo de 2010 tenía una población de 210 habitantes y una densidad poblacional de 2,31 personas por km².

## Geografía
Pilsen se encuentra ubicado en las coordenadas 46°34′8″N 91°10′27″O / 46.56889, -91.17417. Según la Oficina del Censo de los Estados Unidos, Pilsen tiene una superficie total de 90.91 km², de la cual 90.43 km² corresponden a tierra firme y (0.52%) 0.48 km² es agua.

## Demografía
Según el censo de 2010, había 210 personas residiendo en Pilsen. La densidad de población era de 2,31 hab./km². De los 210 habitantes, Pilsen estaba compuesto por el 94.76% blancos, el 0% eran afroamericanos, el 1.9% eran amerindios, el 0% eran asiáticos, el 0% eran isleños del Pacífico, el 0% eran de otras razas y el 3.33% pertenecían a dos o más razas. Del total de la población el 1.9% eran hispanos o latinos de cualquier raza.